# Eleanor C. Donnelly
Eleanor C. Donnelly (ur. 6 września 1838, zm. 30 kwietnia 1917) – poetka amerykańska, przedstawicielka poezji katolickiej.

## Życiorys
Eleanor Cecilia Donnelly urodziła się 6 września 1838 w Filadelfii jako szóste dziecko Philipa Carrola Donnelly’ego and Catherine Gavin, Irlandki z pochodzenia. Była siostrą Ignatiusa Loyoli Donnelly’ego. Nauki pobierała w domu. Zaczęła pisać w wieku dziewięciu lat. Zawsze była blisko Kościoła i nawet zamierzała wstąpić do zakonu. Tworzyła poezję religijną, a nawet była uważana za największą poetkę katolicką w USA. Nigdy nie założyła rodziny. Pod koniec życia mieszkała u sióstr. Zmarła w West Chester w Pensylwanii.

## Twórczość
Eleanor C. Donnelly pisała dużo. Uprawiała twórczość hagiograficzną. Wydała między innymi zbiory wierszy Out of Sweet Solitude (1873), Crowned with Stars (1881), Hymns of the Sacred Heart (1882), The Conversion of St. Augustine and Other Poems (1887), Poems (1892), A Tuscan Magdalen, and Other Legends and Poems (1896), Prince Ragnal, and Other Holiday Verse (1898), The Rhyme of the Friar Stephen: a Legend (1898), Christian Carols of Love and Life (1898) i The Secret of the Statue, and Other Verse (1907). W 1904 ukazał się wybór z jej dzieł Selections from the Writings of Eleanor C. Donnelly. Jest autorką między innymi poematu w dwunastu częściach Crowned with Stars, opowiadającego o życiu i wniebowzięciu Matki Bożej. Niektóre z jej hymnów (Sacred Heart in Accents Burning, Hear the Heart of Jesus Pleading, Heart of Jesus Dearest Treasure, Like a Strong and Raging Fire, Peace be Still) są nadal wykonywane w liturgii. Oprócz poezji stricte religijnej Eleanor C. Donnelly pisała także wiersze dla dzieci. Poetka napisała również wiersz sławiący prezydenta Theodore’a Roosevelta. Jednak nawet w tym wypadku odwoływała się do religii.
They builded well who named thee Theodore,
The gift of God, for to our age thou art
A gift divine! Single and staunch of heart,
As Chivalry's most valiant knight of yore,
In public life and private, peace or war,
Thou faithful art to principles sublime,
The heritage of heroes gone before
Whom men have made their models to all time.
Be thine the fulness of Right's victory!
Poezja Eleanor C. Donnelly charakteryzuje się doskonałością formalną i urozmaicona wersyfikacją, zwłaszcza strofiką. Autorka stosowała różnego rodzaju zwrotki, począwszy od dystychu, i sonety (The Secret of the Statue, The Obelisk).